# Супрун Феодосій Петрович
Феодо́сій Петро́вич Супру́н (народився 15 лютого 1980 в місті Носівці — помер 31 жовтня 2022 біля села Терни під Краматорськом) — солдат Збройних Сил України, загинув на Російсько-українській війні. Нагороджений орденом «За мужність» III степеня  

## Життєпис
Навчався в Носівській школі №2. Закінчив Ніжинське професійно-технічне училище. Працював електрозварювальником у Києві.
7 червня 2022 мобілізувався до лав Збройних Сил України. Служив стрільцем-помічником гранатометника 5 парашутно-десантної роти 2 парашутно-десантного батальйону, військової частини А1126.
Біля села Терни під Краматорськом зазнав смертельного поранення. 
Залишилися дружина Людмила Вікторівна, діти Вікторія та Владислав.
За словами дружини: 
"Мій чоловік був дуже відповідальним навіть після першого поранення, яке отримав у липні знову повернувся  на війну зі словами хто як не ми буде боронити свою землю, за нашими спинами стоїте ви наші родини. Він був турботливим батьком, люблячим чоловіком. Мого чоловіка поважали побратими. Був дуже трудолюбивим. Його загибель дуже велика втрата для нас."

## Відзнаки
- Орден «За мужність» III ступеня (посмертно, указ Президента України № 315 від 2 червня 2023).

## Пам'ять
13 жовтня 2023 вулиця Ставицька в Носівці перейменована у вулицю Феодосія Супруна.